# پیتر مودوش

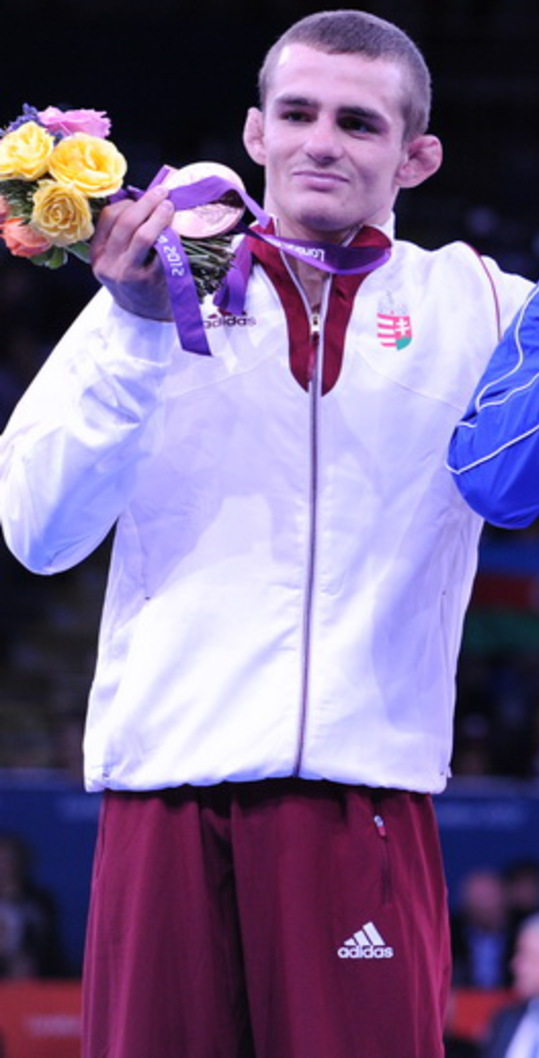
پیتر موداس در سال ۲۰۱۲

پیتر مودوش (به مجاری: Péter Módos؛ زادهٔ ۱۷ دسامبر ۱۹۸۷) کشتی‌گیر کشور مجارستان در دستهٔ ۵۵ کیلوگرم کشتی فرنگی است. او برندهٔ مدال برنز المپیک ۲۰۱۲ لندن است. موداس همچنین مدال برنز مسابقات قهرمانی کشتی جهان و نائب قهرمانی مسابقات قهرمانی کشتی آسیا را در سال ۲۰۱۲ کسب کرده است.